# Goya (film 1948)
Goya è un cortometraggio documentario del 1948 basato sulla vita del pittore spagnolo Francisco Goya.